# Beauden Barrett
Beauden John Barrett (New Plymouth, 27 maggio 1991) è un rugbista a 15 neozelandese, mediano d'apertura dei Toyota Verblitz nella Japan Rugby League One, campione del mondo 2015 con gli All Blacks. Ha giocato nel Super Rugby per gli Hurricanes e i Blues.

## Biografia
Nativo di New Plymouth, nella regione di Taranaki, Barrett crebbe con i suoi sette fratelli in una fattoria a Pungarehu, e iniziò a giocare a rugby fin dall'infanzia, in ciò favorito anche dal fatto che suo padre Kevin era stato giocatore professionista negli Hurricanes tra il 1997 e il 1998; insieme a lui anche suoi due fratelli, Kane e Scott Barrett, furono avviati alle giovanili della provincia rugbistica di Taranaki.
Beauden esordì nel National Provincial Championship con Taranaki a 19 anni nel 2010 e, alla fine della stagione, la franchise degli Hurricanes se ne assicurò le prestazioni dopo che suo padre e il tecnico di Taranaki Colin Cooper lo convinsero a preferire l'opzione Wellington a un'offerta giunta dai Blues, franchise di Auckland.
Nel 2011 fece parte della selezione nazionale Under-20 che vinse il campionato mondiale giovanile che si tenne in Italia e, un anno più tardi, durante il tour irlandese del 2012 in Nuova Zelanda, esordì negli All Blacks.
Da allora, sia nel ruolo di apertura o anche estremo, è stato sempre selezionato nei vari tornei e tour neozelandesi, spesso venendo usato come seconda scelta dietro Dan Carter o Aaron Cruden.
Finalista nel Super Rugby 2015 con gli Hurricanes, fu convocato per la susseguente Coppa del Mondo in Inghilterra, laureandosi campione del mondo e marcando anche, nei minuti finali, la meta che chiuse definitivamente il match di finale contro l'Australia.
Nel 2016 Barrett si è laureato campione del Super Rugby con gli Hurricanes vincendo anche la classifica dei marcatori del torneo con 223 punti segnati tra cui quelli ottenuti con una meta nella finale vinta contro i Lions.
Per le sue prestazioni con gli All Blacks, di cui è diventato mediano d'apertura titolare nel corso del 2016, per due anni consecutivi Barrett è stato insignito del titolo di miglior giocatore World Rugby dell'anno
Il 2 ottobre 2019 scese in campo con i fratelli Scott e  Jordie, tutti titolari, nella partita del terzo turno della Rugby World Cup 2019, vinto dalla Nuova Zelanda contro il Canada. Nel corso del match i tre Barrett segnarono tutti e tre una meta, stabilendo così un nuovo record per il rugby internazionale.

## Palmarès
- Coppe del mondo: 1
Nuova Zelanda: 2015
- Super Rugby: 1
Hurricanes: 2016